# Čenkovce
Čenkovce (hongrois : Csenke) est un village de Slovaquie situé dans la région de Trnava.

## Histoire
Première mention écrite du village en - .

## Démographie

### Évolution de la population
| Année:               | 1994. | 2004.   | 2014.    | 2024.   |
| -------------------- | ----- | ------- | -------- | ------- |
| Nombre de personnes: | 855   | 821     | 1066     | 1095    |
| Différence:          |       | -3,97 % | +29,84 % | +2,72 % |

| Année:               | 2023. | 2024.   |
| -------------------- | ----- | ------- |
| Nombre de personnes: | 1097  | 1095    |
| Différence:          |       | -0,18 % |